# Kevon Harris
Kevon Harris (Ellenwood, Georgia; 24 de junio de 1997) es un baloncestista estadounidense que pertenece a la plantilla de los College Park Skyhawks de la NBA G League. Con 1,96 metros de estatura, juega en la posición de alero.

## Trayectoria deportiva

### Universidad
Jugó cuatro temporadas con los Lumberjacks de la Universidad Estatal Stephen F. Austin, en las que promedió 14,4 puntos, 5,3 rebotes, 1,6 asistencias y 1,0 robos de balón por partido. En 2018 y 2019 fue incluido en el segundo mejor quinteto de la Southland Conference, mientras que en 2020 lo fie en el primero, y además elegido Jugador del Año de la conferencia.

### Profesional
Tras no ser elegido en el Draft de la NBA de 2020, sí lo fue meses más tarde en el Draft de la NBA G League, seleccionado en undécima posición por los Raptors 905.
El 20 de agosto de 2021, firma por el KK Zadar de la HT Premijer liga y la ABA League. El 6 de octubre rescinde su contrato, volviendo a los Raptors 905.
En verano de 2022 se une a los Minnesota Timberwolves para disputar la NBA Summer League. Pero el 25 de julio de 2022, firma un contrato dual con los Orlando Magic.
Tras dos temporadas en Orlando, en septiembre de 2024, firma con Atlanta Hawks, pero fue despedido el 18 de octubre. Ocho días después se unió a los College Park Skyhawks.

## Estadísticas de su carrera en la NBA

### Temporada regular
| Año     | Equipo  | PJ | PT | MPP  | %TC  | %3P  | %TL  | RPP | APP | ROB | TPP | PPP |
| ------- | ------- | -- | -- | ---- | ---- | ---- | ---- | --- | --- | --- | --- | --- |
| 2022-23 | Orlando | 34 | 0  | 13.4 | .439 | .372 | .756 | 2.1 | .5  | .5  | .1  | 4.1 |
| 2023-24 | Orlando | 2  | 0  | 3.0  | .667 | —    | —    | 1.0 | .5  | .0  | .0  | 2.0 |
| Total   | Total   | 36 | 0  | 12.9 | .445 | .372 | .756 | 2.0 | .5  | .5  | .1  | 4.0 |